# Transportes Ferroviarios de Madrid
Transportes Ferroviarios de Madrid (TFM) és una entitat concessionària que s'encarrega de la gestió directa del tram de la línia 9 que va des de l'estació Puerta de Arganda fins a Arganda del Rey.
L'entitat es va formar l'any 1999 i està participada per Metro de Madrid, Caja Madrid, FCC, Acciona i ACS i és titular del tram per l'explotació i gestió directa de tots els serveis i recursos del tram durant 30 anys (fins al 2029).
A l'estació de Puerta de Arganda els passatgers han de fer canvi de tren si volen continuar viatjant per la línia 9 encara que no canviïn de línia.